# Balistes ellioti
Balistes ellioti är en fiskart som beskrevs av Francis Day 1889. Balistes ellioti ingår i släktet Balistes och familjen tryckarfiskar. Inga underarter finns listade.